# Gry elektroniczne

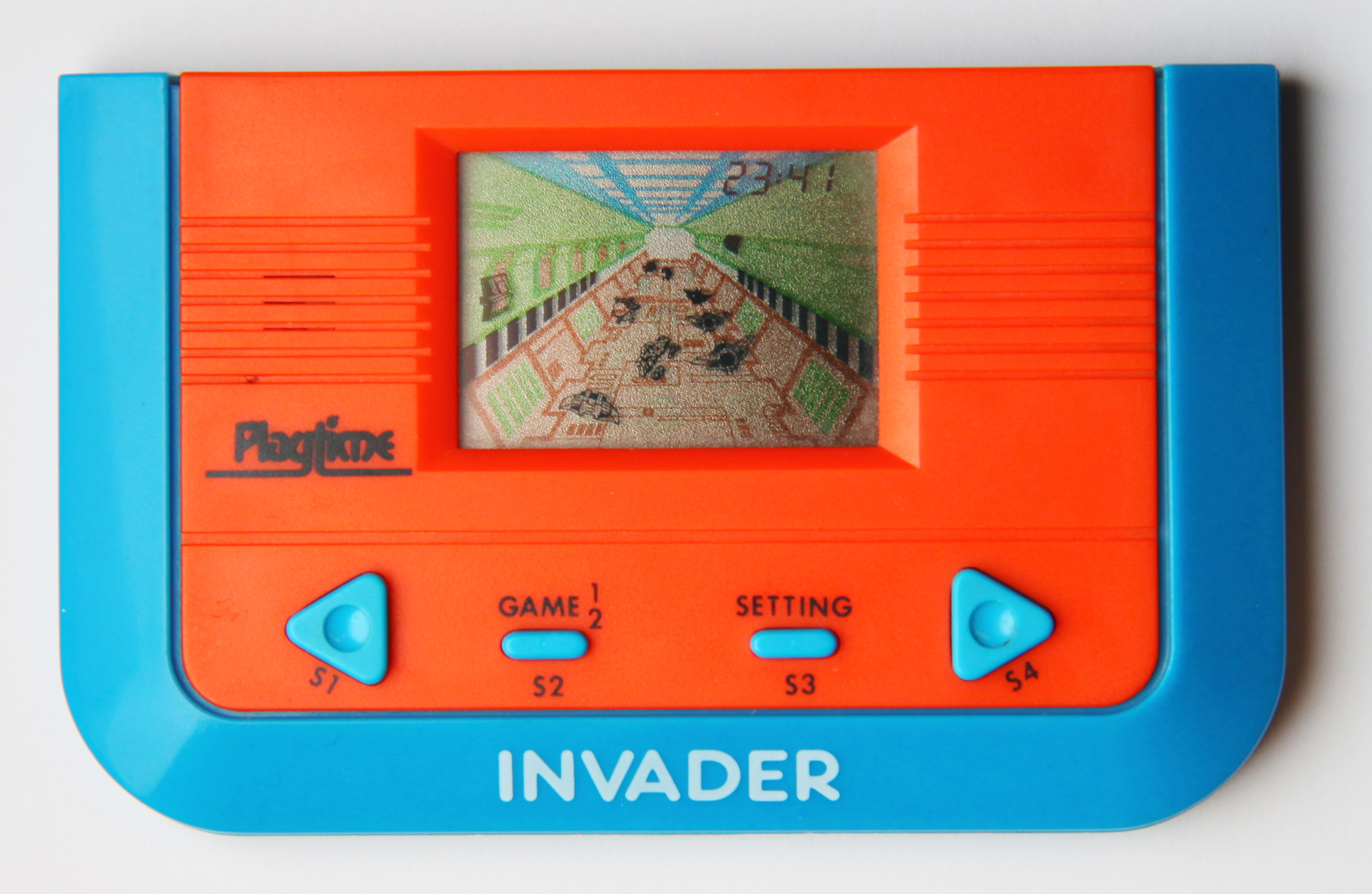
Przykładowa gra elektroniczna

Gry elektroniczne (ang. handheld electronic games) – zbiorcza nazwa przenośnych konsol do gier, wykorzystujących ekran LCD.
System ten zawiera tylko jeden wbudowany tytuł a każdy model różni się obudową, wielkością i rozłożeniem przycisków. Prócz gry, sprzęt oferuje dodatkowe funkcje m.in. ustawienie alarmu. Poza pojedynczymi efektami dźwiękowymi, nie odtwarza on żadnej muzyki.

## Historia
Urządzenia te zaczęły powstawać pod koniec lat 70. a jednym z pierwszym producentów było przedsiębiorstwo Mattel. Od końca lat 80. do połowy lat 90. w Stanach Zjednoczonych i Europie Zachodniej popularność zdobyły gry produkowane przez przedsiębiorstwo Tiger Electronics, dzięki bardzo niskiej cenie w porównaniu do zaawansowanych konsol przenośnych oraz tworzeniu wielu tytułów w oparciu o seriale, filmy i porty popularnych gier z konsol stacjonarnych. Na początku lat 90. własne modele zaczęto produkować w krajach Dalekiego Wschodu a później zostały one wyeksportowane do innych regionów świata m.in. Polski gdzie były znacznie bardziej rozpowszechnione niż wersje od Tiger, jednak gorsze pod względem jakościowym. Po 1992 roku, w krajach słabiej rozwiniętych zaczęły ustępować konsolom Brick Game czyli mniejszym urządzeniom przenośnym charakteryzującym się przystępniejszą ceną przy znacznie większej ilości wbudowanych gier, natomiast w krajach wysoko rozwiniętych nowszym sprzętom.

## Przykładowe marki[5]
- Mattel
- Tiger Electronics
- Bandai
- Casio
- Tomy
- Coleco
- Tandy
- Truly
- Stadlbauer
- Nintendo
- Grandstand
- Acclaim
- Konami
- GIG Electronics
- Yeno
- Radica[6]